# Valaská
Valaská es un municipio del distrito de Brezno en la región de Banská Bystrica, Eslovaquia, con una población estimada a final del año 2024 de 3336 habitantes.
Se encuentra ubicado al noreste de la región, cerca del curso alto del río Hron —un afluente izquierdo del Danubio— y de la frontera con las regiones de Žilina y Prešov.

## Demografía
| Año        | 1994 | 2004    | 2014    | 2024     |
| ---------- | ---- | ------- | ------- | -------- |
| Población  | 3867 | 3908    | 3826    | 3336     |
| Diferencia |      | +1,06 % | −2,09 % | −12,80 % |

| Año        | 2023 | 2024    |
| ---------- | ---- | ------- |
| Población  | 3340 | 3336    |
| Diferencia |      | −0,11 % |